# Karl Woermann

Karl Woermann, Zeichnung von Karl Mediz, 1895

Karl Woermann (* 4. Juli 1844 in Hamburg; † 4. Februar 1933 in Dresden) war ein deutscher Kunsthistoriker und Museumsdirektor.

## Leben
Karl Woermann wurde als ältester Sohn des Hamburger Kaufmanns und Reeders Carl Woermann auf den Vornamen des Vaters („Carl“) getauft. Er sollte das väterliche Unternehmen übernehmen. Da er sich jedoch – im Gegensatz zu seinem Bruder Adolph Woermann – nicht für Kaufhandel, sondern für Kunst interessierte und damit begann, unter dem Namen C. Woermann Gedichte zu veröffentlichen, verlangte der Vater von ihm, die Schreibweise seines Vornamens in „Karl“ zu ändern. Das Familienunternehmen ging an Adolph über; Carl förderte jedoch auch Karl weiterhin in dessen Interessen. Schon im Alter von 16 Jahren unternahm er eine Studienreise nach Indien, Japan und Ägypten. 
Er studierte an der Ruprecht-Karls-Universität Heidelberg, der Georg-August-Universität Göttingen und der Christian-Albrechts-Universität zu Kiel. 1867 wurde er Corpsschleifenträger der Saxonia Kiel. Im Dezember desselben Jahres in Göttingen zum Dr. iur. promoviert, ließ er sich 1868 als Rechtsanwalt in Hamburg nieder. Eine Reise durch Frankreich, das  Vereinigte Königreich von Großbritannien und Irland und Nordamerika weckte in ihm das Interesse an der Kunstgeschichte. Er gab seine Anwaltspraxis auf, studierte 1870 in Heidelberg Klassische Archäologie und Kunstgeschichte und wurde dort im Juli 1870 promoviert. Im Sommer 1871 habilitierte er sich in Heidelberg. und wurde dort Privatdozent für Klassische Archäologie und Kunstgeschichte. Im selben Jahr nahm Woermann außerdem in Dresden am Kongress zur Beilegung des Dresdner Holbeinstreits teil. 1871 und 1872 bereiste Woermann mehrfach Italien, Griechenland und Kleinasien. 1873 erhielt er eine Professur an der Düsseldorfer Kunstakademie. 1878/1879 führten ihn neuerliche Studienreisen durch viele europäische Staaten, die er in einem Reisetagebuch schilderte. Mit Alfred Woltmann gab Woermann ab 1878 Die Geschichte der Malerei heraus. Woermann vervollständigte das Werk nach Woltmanns Tod und schrieb dafür den Beitrag über die Malerei in der Antike.
Im Jahr 1882 wurde Woermann Galeriedirektor der Sächsischen Gemäldegalerie in Dresden. Ihre  Trennung in Gemäldegalerie Alte Meister und Galerie Neue Meister wurde erst 1931 vollzogen. Bis 1896 war er auch Direktor des Dresdner Kupferstichkabinetts. In den folgenden Jahren machte Woermann sich vielseitig um die Dresdner Sammlungen verdient, unter anderem durch Käufe von Gemälden von Carl Spitzweg und Claude Monet oder um die Jahrhundertwende durch zahlreiche Erwerbungen für das Kupferstichkabinett. Woermann veröffentlichte in dieser Zeit mehrere kunsthistorische Bücher, unter anderem 1887 den ersten wissenschaftlichen Katalog der Gemäldegalerie. Seine Werke zur allgemeinen Kunstgeschichte waren die ersten, die auch Werke von Naturvölkern behandelten. – Woermann schrieb in seinem Leben außerdem mehrere Gedichtreihen. Der „Altmeister der deutschen Kunstgeschichte“ zog sich 1910 von all seinen Ämtern zurück, widmete sich aber bis zu seinem Tode weiterhin der Kunstgeschichte. Woermann wurde kremiert, die Urne im Dresdner Urnenhain Tolkewitz begraben. 

## Familie
Karl Woermann war verheiratet mit Alexandra geborene Krumbügel. 
Sein Sohn Ernst Woermann (1888–1979) war Diplomat; er wurde im Wilhelmstraßen-Prozess zu einer mehrjährigen Haftstrafe verurteilt.

## Ehrungen
Die Sächsische Akademie der Wissenschaften nahm Woermann 1917 als ordentliches Mitglied auf. 1923 erhielt er den Ehrendoktor der Technischen Hochschule Dresden.

## Veröffentlichungen

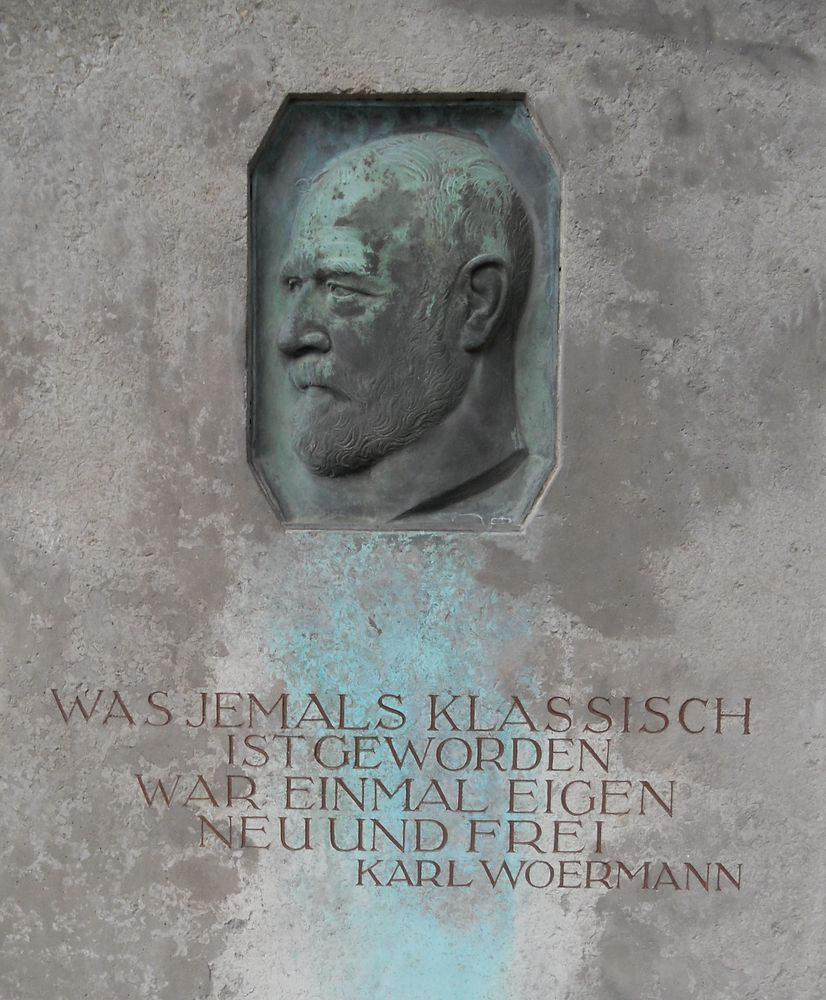
Grab im Urnenhain Tolkewitz

- Ueber den landschaftlichen Natursinn der Griechen und Römer. Vorstudien zu einer Archäologie der Landschaftsmalerei. Ackermann, München  1871 (Digitalisat).
- Die antiken Odysseelandschaften vom Equilinischen Hügel in Rom. München 1876.
- Die Landschaft in der Kunst der alten Völker. Eine Geschichte der Vorstufen und Anfänge der Landschaftsmalerei. München 1876.
- mit Alfred Woltmann (Hrsg.): Die Geschichte der Malerei, 3 Bde. Leipzig 1878ff.
- Kunst- und Naturskizzen aus Nord- und Südeuropa. 1880.
- Zur Geschichte der Düsseldorfer Kunstakademie. Abriß ihres letzten Jahrzehnts und Denkschrift zur Einweihungsfeier des Neubaus.  Düsseldorf 1880 (Digitalisat).
- Katalog der Königlichen Gemäldegalerie. Generaldirektion der Königlichen Sammlungen für Kunst und Wissenschaft: Dresden 1887. (Mehrere weitere Auflagen in späteren Jahren)
- Was uns die Kunstgeschichte lehrt. Einige Bemerkungen über alte, neue und neueste Malerei. Dresden 1894.
- Handzeichnungen alter Meister im königlichen Kupferstichkabinett Dresden. München 1896–1898
- Geschichte der Kunst aller Zeiten und Völker, 6 Bde. Wien, Leipzig: Bibliographisches Institut 1900–1922.
Bd. 1: Die Kunst der vor- und außerchristlichen Völker (1900), (Digitalisat)
Bd. 2: Die Kunst der christlichen Völker bis zum Ende des 15. Jahrhunderts (1905) (Digitalisat).
- Lebenserinnerungen eines Achtzigjährigen, 2 Bde. Leipzig 1924.